# Challenge 1930

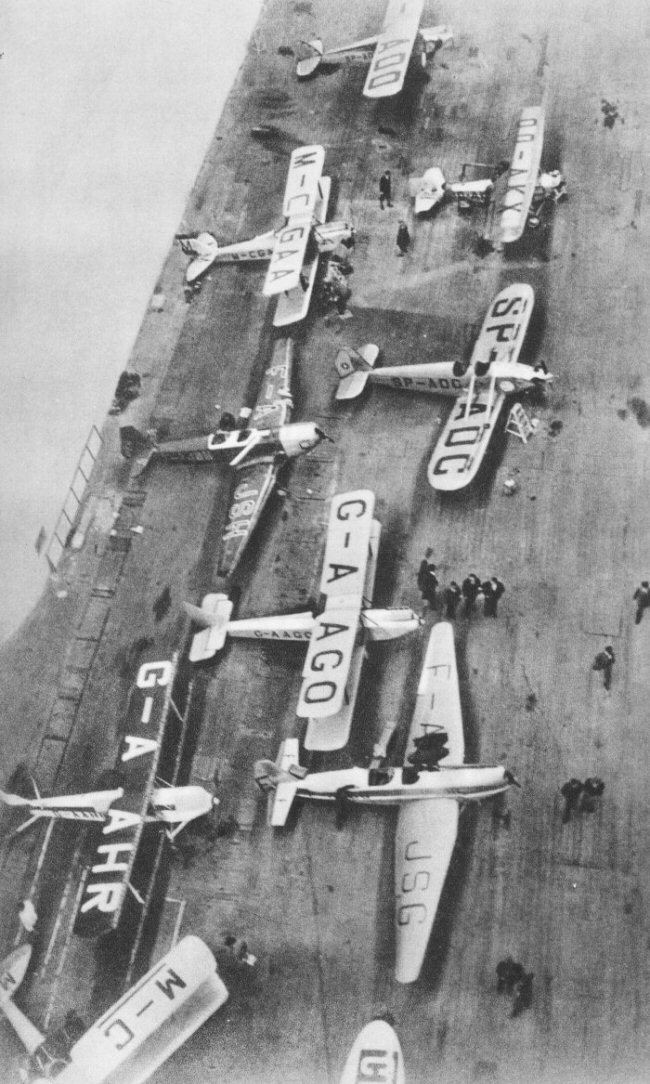
Samoloty przed startem, w hangarze Zeppelina w Staaken. Widoczne m.in. DH-60 Huberta Broada (numer G-AAHR), przed nim Caudron C.193 (F-AJSG), wyżej polski PWS-51 (SP-ADC), na górze polski PWS-52 (SP-ADD).

Challenge 1930 – drugie Międzynarodowe Zawody Samolotów Turystycznych (fr. Challenge International de Tourisme), znane w Polsce w skrócie jako Challenge, odbyły się w dniach 18 lipca–8 sierpnia 1930 w Berlinie (Niemcy). Obejmowały one lot okrężny wokół Europy o długości 7560 km, przez Niemcy, Francję, Wielką Brytanię, Hiszpanię, Szwajcarię, Austrię, Czechosłowację i Polskę oraz próby techniczne samolotów. Zawody zakończyły się zwycięstwem zawodników i samolotów niemieckich. Były pierwszą dużą imprezą międzynarodową, w której zadebiutowało polskie lotnictwo sportowe.

## Zgłoszenia i otwarcie zawodów
Były to drugie zawody z serii czterech prestiżowych zawodów samolotów turystycznych Challenge, będących największymi wydarzeniami lotniczymi przedwojennej Europy, nie powtarzanymi już w takiej formie po wojnie. Organizatorem zawodów był Aeroklub Niemiec z uwagi na zwycięstwo niemieckiego zawodnika (Fritza Morzika) w poprzednich zawodach Challenge w 1929. Regulamin zawodów bazował na wzorcu Międzynarodowej Federacji Lotniczej (FAI), lecz szczegóły opracował Aeroklub Niemiec. W składzie Międzynarodowej Komisji Sportowej czuwającej nad zawodami, której przewodniczył Niemiec Gerd von Hoeppner, znaleźli się przedstawiciele siedmiu aeroklubów narodowych, w tym także sekretarz generalny Aeroklubu Rzeczypospolitej Polskiej Bogdan Kwieciński.
Początkowo zgłoszono aż 98 załóg i samolotów, ostatecznie w zawodach wzięło udział 60 spośród nich, co i tak stanowiło największą liczbę z czterech zawodów Challenge. Wchodziły one w skład ekip z 6 państw: Niemiec (30 załóg), Polski (12 załóg), Wielkiej Brytanii (7 załóg), Francji (6 załóg), Hiszpanii (3 załogi) i Szwajcarii (2 załogi). W składzie brytyjskiej ekipy był także jeden Kanadyjczyk, a w składzie francuskiej – załoga belgijska. Po raz pierwszy w zawodach wzięła udział Polska, wystawiając w dodatku drugą co do liczebności ekipę i to używającą tylko samolotów polskiej konstrukcji (według początkowych zgłoszeń miało ich być 14). Była to jednocześnie pierwsza prezentacja lotnictwa polskiego w poważnych zawodach międzynarodowych. Tym razem w zawodach nie wzięły udziału Włochy ani Czechosłowacja.
Otwarcie zawodów nastąpiło 18 lipca 1930 na lotnisku Staaken i tego dnia o godz. 12 był wyznaczony ostateczny termin przybycia samolotów. Po uroczystym bankiecie, następnego dnia miały miejsce formalności oraz ważenie, badanie i plombowanie samolotów, po czym samoloty przeleciały na lotnisko Tempelhof. Zawody składały się z dwóch części: lotu okrężnego wokół Europy oraz prób technicznych samolotów. Próby techniczne obejmowały zarówno ocenę poziomu technicznego konstrukcji samolotów, jak i konkurencje wymagające kunsztu w pilotażu (przede wszystkim doszły od poprzednich zawodów trudne próby startów i lądowań). Zawody w 1930 roku były jedynymi, w których lot okrężny stanowił pierwszy etap, przez co w próbach technicznych uczestniczyły już tylko te samoloty, które zdołały ukończyć lot.

## Samoloty

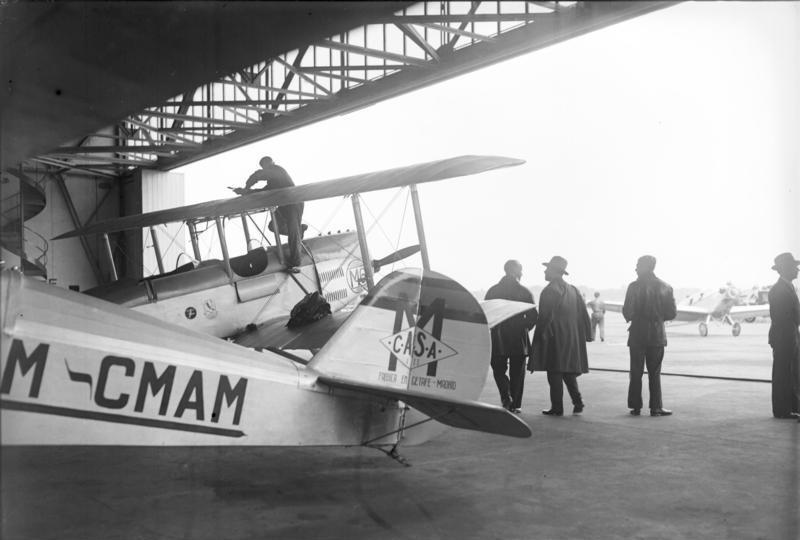
W głębi francuski Caudron 232 (F-AJSX) Mac Mahona. Na pierwszym planie hiszpańska CASA C-1 (lecąca poza konkursem z uwagi na późne przybycie).

W zawodach brały udział głównie popularne samoloty turystyczne i sportowe końca lat 20., znane także z poprzednich zawodów – jak de Havilland DH.60G Gipsy Moth (stanowiący podstawowy sprzęt ekip angielskiej i hiszpańskiej) lub Klemm L.25/L.26. Samoloty te miały w większości otwarte kabiny i prezentowały różne układy konstrukcyjne. Głównie były to jednopłaty (29 dolnopłatów, 17 górnopłatów i 1 średniopłat), a tylko 13 było dwupłatami. W porównaniu z poprzednimi zawodami, pojawiły się jednak także konstrukcje specjalnie przystosowane do specyfiki zawodów, przede wszystkim niemieckie BFW M.23c i Klemm L.25E, będące nowymi wersjami maszyn z poprzedniego roku. Oba były drewnianymi dolnopłatami z zakrytymi kabinami, zachowującymi niską masę, pozwalającą na zaklasyfikowanie ich do lżejszej kategorii, a jednocześnie wyposażone były w mocne silniki Argus, zapewniające osiąganie wysokich prędkości oraz lepsze parametry startu i lądowania. Wszystkie samoloty biorące udział w zawodach miały jeszcze stałe podwozie i brak mechanizacji płata, w większości były konstrukcji drewnianej lub mieszanej, a tylko 5 samolotów było konstrukcji metalowej. Moc silników wynosiła na ogół do ok. 100 KM (73 kW), a najsłabsze były o mocy 46 KM (33,8 kW). Dwadzieścia lżejszych samolotów zaliczono do II kategorii (o masie własnej do 322 kg), a pozostałe 40 do I kategorii (o masie własnej do 460 kg), co miało znaczenie przy punktacji za prędkość podczas lotu okrężnego oraz zużycie paliwa. Do kategorii II należało 11 niemieckich BFW M.23b/c i 5 Klemm L.25/L.25E (z wyjątkiem dwóch L.25 IVa), 3 polskie RWD-2 i francuski Mauboussin XI.

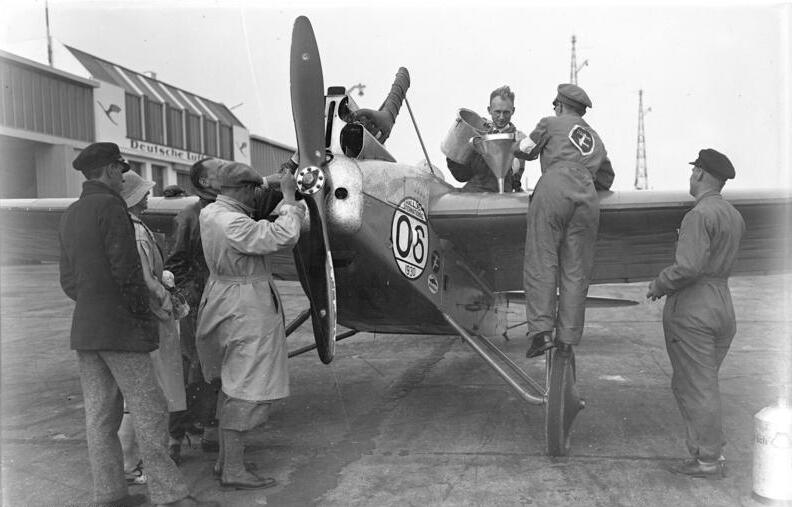
PWS-50 Zbigniewa Babińskiego

Typy i liczby samolotów uczestniczących w Challenge – niemieckie: BFW M.23c (10), BFW M.23b (1), Klemm L 25 (4), Klemm L 25E (3), Klemm L 26 (2), Klemm VL 25 (1), Junkers A 50 (3), Arado L II (4), Albatros L 100 (1), Albatros L 101 (1), Darmstadt D-18 (1); brytyjskie: de Havilland DH.60G Gipsy Moth (6), Avro Avian (1), Spartan Arrow (1); amerykański: Monocoupe 110 Special (1); polskie: RWD-2 (3), RWD-4 (3), PZL.5 (2), PWS-50 (1), PWS-51 (1), PWS-52 (1), PWS-8 (1); francuskie: Caudron C.193 (3), Caudron C.232 (1), Peyret-Mauboussin PM XI (1); belgijski: Saint Hubert G1 (1); włoski: Breda 15S (1); hiszpański: CASA C-1 (1).
Wśród polskich samolotów było siedem górnopłatów (po trzy RWD-2 i RWD-4 i jeden PWS-52), trzy dwupłaty (dwa PZL.5 i jeden PWS-8) oraz dolnopłat PWS-51 i średniopłat PWS-50. Wszystkie samoloty, oprócz RWD-2, były wprawdzie skonstruowane specjalnie na zawody Challenge (przy tym samoloty PWS istniały zaledwie w pojedynczych egzemplarzach), lecz ich konstrukcje prezentowały umiarkowany poziom techniczny, niedostosowany dobrze do specyfiki zawodów. Wszystkie, poza PWS-52, miały odkryte kabiny załogi.

## Zawodnicy
W zawodach brało udział wielu znanych pilotów tego okresu. W ekipie niemieckiej startowali między innymi Fritz Morzik (zwycięzca poprzedniego Challenge), Reinhold Poss i Robert Lusser, w ekipie brytyjskiej Hubert Broad (zdobywca 2. miejsca w 1929 roku) i Kanadyjczyk John Carberry (3. miejsce w 1929). W ekipie brytyjskiej startowały także dwie znane pilotki: Miss Winifred Spooner i Lady Mary Bailey, będące jedynymi kobietami w zawodach. W ekipie hiszpańskiej leciał książę Antonio Habsburg-Bourbon. Samoloty brały udział w konkurencjach z załogami dwuosobowymi: pilot i mechanik lub pasażer.
W skład ekipy polskiej wchodzili:
- nr O1: PZL.5, nr rej. SP-ACW, pilot Ignacy Giedgowd (mechanik Marian Balcerzak)
- nr O2: PZL.5, nr rej. SP-ACX, pilot Bolesław Orliński (mechanik Tadeusz Rudzki)
- nr O5: PWS-8, nr rej. SP-ADA, pilot Piotr Dudziński (mechanik Zbigniew Wojciechowski)
- nr O6: PWS-50, nr rej. SP-ADB, pilot Zbigniew Babiński (mechanik Adam Karpiński, od 21 lipca Jerzy Drzewiecki)
- nr O7: PWS-51, nr rej. SP-ADC, pilot Józef Lewoniewski (mechanik sierż. Wiman)
- nr O8: PWS-52, nr rej. SP-ADD, pilot Franciszek Rutkowski (mechanik M. Zawodniak)
- nr O9: RWD-4, nr rej. SP-ADK, pilot Franciszek Żwirko (mechanik Stanisław Wigura)
- nr P1: RWD-4, nr rej. SP-ADL, pilot Tadeusz Karpiński (mechanik Jerzy Drzewiecki)
- nr P2: RWD-4, nr rej. SP-ADM, pilot Jerzy Bajan (mechanik Gustaw Pokrzywka)
- nr P3: RWD-2, nr rej. SP-ADG, pilot Stanisław Płonczyński (mechanik Władysław Korbel)
- nr P4: RWD-2, nr rej. SP-ADH, pilot Edward Więckowski (mechanik A. Gajewski)
- nr P5: RWD-2, nr rej. SP-ADJ, pilot Józef Muślewski (mechanik P. Karpiński)

Sześć samolotów RWD stanowiło ekipę narodową Aeroklubu Rzeczypospolitej Polskiej, a samoloty PZL i PWS były zgłoszone przez ich wytwórnie. W zawodach miał wziąć udział także Stanisław Działowski na samolocie własnej konstrukcji DKD-V (SP-ACY, numer O3, zgłoszony przez LOPP), lecz rozbił samolot podczas lotu na zbiórkę do Warszawy. Zgłoszony był także Kazimierz Piotrowski, przez Aeroklub Akademicki w Krakowie, ale jego samolot Sido S-1 nie został ukończony na czas (SP-ACZ, numer O4). Polscy piloci mieli dotąd mniejsze doświadczenie w zawodach tego typu, a jedynie Franciszek Żwirko i Bolesław Orliński byli znani z dłuższych przelotów.

## Lot okrężny

### Zasady

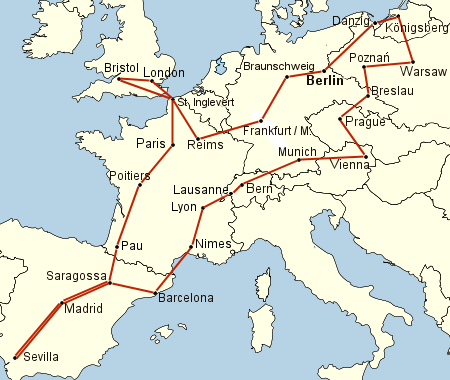
Przebieg trasy

Lot okrężny odbywał się na trasie o długości 7560 km, w 29 etapach: Berlin – Brunszwik – Frankfurt nad Menem – Reims – Saint-Inglevert – Bristol – Londyn – Saint-Inglevert – Paryż – Poitiers – Pau – Saragossa – Madryt – Sewilla – Madryt – Saragossa – Barcelona – Nîmes – Lyon – Lozanna – Berno – Monachium – Wiedeń – Praga – Wrocław (Breslau) – Poznań – Warszawa – Królewiec (Königsberg) – W.M. Gdańsk – Berlin. Długości odcinków wahały się od 77,5 km (Lozanna – Berno) do 410 km (Gdańsk – Berlin), przeciętnie mierzyły w granicach 200–300 km. Ta część zawodów stanowiła przede wszystkim próbę niezawodności dla samolotów, a zwłaszcza ich silników. Pomimo zrozumiałego dążenia części pilotów, aby ukończyć lot najszybciej, nie był to wyścig lotniczy i nie miały znaczenia kolejność na mecie i maksymalna ilość pokonywanych dziennie etapów, natomiast punktowane były przede wszystkim regularność przelotów i dobra średnia prędkość na całej trasie. Niedopuszczalna była wymiana części, z wyjątkiem śmigła, ale tylko jeśli samolot miał zapasowe śmigło na pokładzie. Naprawy były dopuszczalne, lecz za zdjęcie plomb z silnika odejmowano 30 punktów.
Minimalna prędkość średnia na całej trasie, poniżej której groziła dyskwalifikacja, musiała wynosić 80 km/h dla samolotów kategorii I lub 60 km/h dla kategorii II. Prędkość była przeliczana na punkty za pomocą trzech mnożników, malejących dla kolejnych zakresów prędkości. Maksimum punktów za prędkość wynosiło 195, przyznawane za prędkość średnią 175 km/h w kategorii I lub 155 km/h w kategorii II, natomiast wyższa prędkość nie dawała już dalszych punktów. Prędkość mierzono na podstawie odległości i czasu lotu, więc zawodnik po wylądowaniu musiał jak najszybciej przedstawić komisji książkę pokładową do odnotowania czasu przybycia. Za regularność lotu przyznawano 75 punktów, z czego za pierwszą noc spędzoną poza lotniskiem etapowym odejmowano 15 punktów (liczono tu także przybycie po zamknięciu lotniska etapowego o godz. 20), za drugą dalsze 30 punktów, a za trzecią zawodnik był dyskwalifikowany. Również za nieprzelecenie żadnego etapu w ciągu dnia zawodnik tracił 10 punktów, a po raz drugi – dalsze 20 punktów. Załogi, które nie osiągnęły Berlina do 31 lipca o godz. 16 miały być zdyskwalifikowane, lecz termin ten uległ później przedłużeniu z uwagi na zatrzymanie części załóg w Pau. W porównaniu z zawodami z 1929 roku, lot okrężny był o 1/5 dłuższy, lecz można było za niego zdobyć tylko 54% możliwych do uzyskania w zawodach punktów (w 1929 – 72%), co oznaczało większy nacisk położony na próby techniczne.

### Początkowe etapy 20–22 lipca
Lot okrężny rozpoczął się startem wszystkich załóg między 9 a 9.59 rano w niedzielę 20 lipca z lotniska Berlin-Tempelhof, podczas złej pogody. Już pierwszego dnia najszybsi zawodnicy, w tym sześciu Brytyjczyków, czterech Francuzów, dwóch Niemców i trójka Polaków na RWD-4, osiągnęli lotnisko Saint-Inglevert koło Calais, przelatując 1058 km. Tego dnia jednak odpadły dwie polskie załogi: Tadeusz Karpiński (RWD-4) musiał poddać się w szpitalu operacji zapalenia wyrostka, a samolot PWS-52 Franciszka Rutkowskiego został wywrócony przez wiatr na lotnisku w Reims i uszkodzony (według innych źródeł, w Saint-Inglevert). Odpadła także jedna załoga hiszpańska, po uszkodzeniu podwozia we Frankfurcie (Rodrigues Novarro, CASA-1).
Drugiego dnia, 21 lipca załogi przeleciały nad kanałem La Manche do Bristolu w Anglii, startując dopiero około południa z uwagi na złą pogodę. Mimo mgły, 23 załogi, łącznie z Jerzym Bajanem (RWD-4), powróciły jeszcze pod koniec dnia z Londynu, lądując ponownie w Saint-Inglevert, a trzech najszybszych zawodników brytyjskich i trzech francuskich osiągnęło Paryż, przelatując tego dnia 843,5 km. Załoga Żwirko i Wigura musiała naprawiać w Londynie skrzydło ich samolotu, uszkodzone wskutek zderzenia z samochodem cysterną na lotnisku. Tego dnia odpadła jedna załoga francuska (Charles Fauvel na Peyret-Mauboussin XI, uszkodzonym przy przymusowym lądowaniu we Francji).
22 lipca czołówka zawodników osiągnęła Madryt (3019 km od startu); było to pięć załóg brytyjskich (Hubert Broad, Alan Butler, Sidney Thorn, John Carberry i H. Andrews, który wylądował po zamknięciu lotniska), trzy niemieckie (Fritz Morzik, Reinhold Poss, Willy Polte) i dwie francuskie (François Arrachart i Maurice Finat). Nad Pirenejami do Saragossy zdołali jeszcze tego dnia przelecieć książę de Habsburgo-Borbon, Georg Pasewaldt i dwóch francuskich pilotów Cornez (Caudron C.193) i MacMahon (Caudron C.232), lecz obaj Francuzi rozbili swoje samoloty przy próbie dalszego lotu. Jednocześnie, ostatni zawodnik na trasie Józef Muślewski, doleciał jedynie do Reims, a reszta była rozciągnięta pomiędzy tymi miastami. Tego dnia odpadli także Hiszpan książę Ansaldo de Estremera (DH-60G) i Niemiec Herman Stutz (Arado L.II), którzy uszkodzili samoloty podczas przymusowych lądowań na trasie do Pau. Z zawodów wycofał się ponadto pilot niemiecki Hermann von Oertzen (Albatros L.100), po śmiertelnym wypadku pasażera von Rederna, który wszedł pod śmigło swojego samolotu po wylądowaniu w Londynie. Licząc prędkości średnie, prowadzili w tym czasie Anglicy Broad (163 km/h) i Butler, następnie jako trzeci Żwirko (147,5 km/h) i kolejno Winifred Spooner i Jerzy Bajan.

### Problemy z pogodą 23–26 lipca

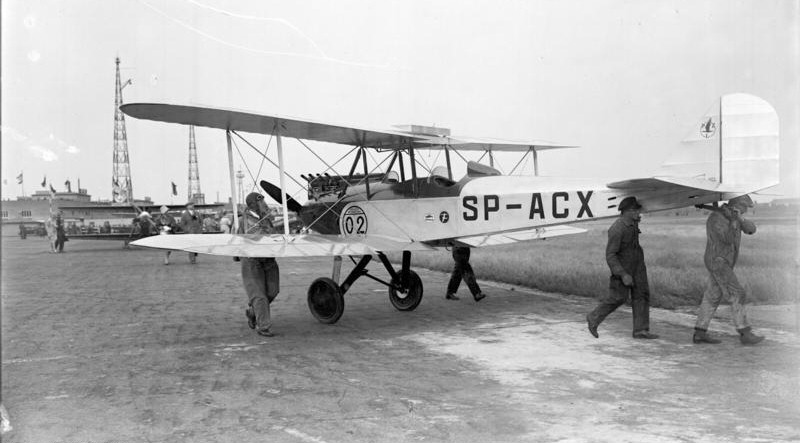
PZL.5 Bolesława Orlińskiego

Ponad 30 samolotów, które przyleciały następnie na lotnisko w Pau, zostało zatrzymanych tam przez 23 i 24 lipca, z powodu złej pogody nad Pirenejami, niepozwalającej na lot do Saragossy. Jako ostatnia usiłowała je przelecieć lady Bailey, lecz musiała zawrócić do Pau. Z tego powodu, nie było kar dla zawodników za brak przelotów, a czas powrotu do Berlina przesunięto o 48 godzin dla załóg, które były zatrzymane dwie doby w Pau i o 24 godziny dla pozostałych. Tymczasem 12 najszybszych zawodników, będących już na terytorium Hiszpanii, leciało dalej, zmagając się jednak z kiepską pogodą. Pięć załóg osiągnęło Barcelonę 23 lipca i Lozannę następnego dnia (Broad, Butler, Thorn, Morzik, Poss).
Na dalszy lot pozostałych załóg przez Pireneje zezwolono dopiero 25 lipca i jeszcze tego dnia 17 zawodników osiągnęło powtórnie Madryt, w drodze powrotnej z Sewilli, a najszybsi Jerzy Bajan i Niemiec Erwin Aichele (BFW M.23c) dolecieli powtórnie do Saragossy. Czołówka czterech zawodników doleciała natomiast tego dnia do Wrocławia (Anglicy Broad, Thorn, Butler i Niemiec Poss), a Fritz Morzik do Pragi. Wskutek awarii silnika i przymusowego lądowania w górach przed Saragossą, z rajdu odpadła najbardziej doświadczona polska załoga Żwirko i Wigura na RWD-4 (samolot wylądował w tak trudno dostępnym miejscu, że trzeba było go pozostawić, po wymontowaniu silnika). Tego dnia odpadła jedyna belgijska załoga wskutek uszkodzenia podwozia przy lądowaniu w Madrycie (Jacques Maus, samolot St. Hubert G-1, w ekipie francuskiej) oraz został zdyskwalifikowany Niemiec Wolf von Dungern (Arado L.IIa), za start bez pasażera, w celu odciążenia samolotu po przymusowym lądowaniu przed Pau. Wskutek złej pogody i mgły, zginęło tego dnia dwóch pilotów wojskowych wysłanych z Lozanny na poszukiwanie François Arracharta, a w wypadku podczas wypuszczania rakiet oświetlających poniósł śmierć kierownik lotniska w Lozannie kpt. Henry Strub.
26 lipca Poss, Thorn, Broad i książę Habsburgo-Borbon osiągnęli Warszawę. Najszybsze załogi z opóźnionych w Pau – Jerzy Bajan i Niemcy Aichele i Dinort, osiągnęli Berno, 700 km za ostatnimi załogami czołowej grupy, nocującymi w Wiedniu, Na skutek awarii silnika odpadł tego dnia Bolesław Orliński (PZL-5), a w wypadku przy lądowaniu w Lyonie poniosła śmierć załoga dwóch Niemców, zaczepiając o maszt anteny (Erich Offermann i E. Jerzembski, BFW M.23c). Druga załoga niemiecka Rudolfa Neiningera (Darmstadt D-18) wodowała przymusowo w Zatoce Liońskiej po awarii silnika, lecz została uratowana przez statek.

### Zakończenie lotu 27 lipca – 1 sierpnia

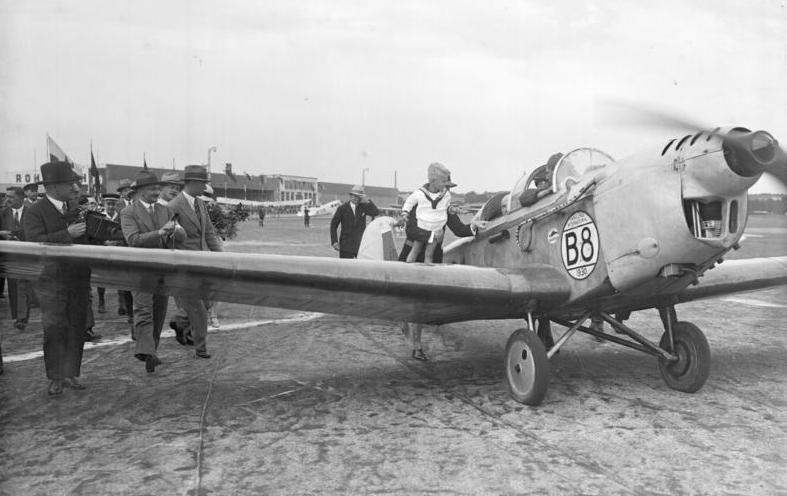
Klemm L.25E Reinholda Possa po ukończeniu lotu okrężnego.

27 lipca pierwsi zawodnicy zakończyli lot okrężny, dolatując do Berlina, w którym zgodnie z planem rozpoczęto przyjmowanie samolotów tego dnia od godz. 16. Pierwszymi w Berlinie o 16.33 byli Anglicy Alan Butler i za nim Hubert Broad, obaj na DH-60G, jednakże Butler na skutek nieregulaminowej wymiany śmigła złamanego na lotnisku w Poznaniu, został zdyskwalifikowany i ukończył lot poza konkursem. Tego dnia ukończyli lot także Brytyjczycy Sidney Thorn i H. Andrews, Niemcy Reinhold Poss, Fritz Morzik, Georg Pasewaldt, Francuz Maurice Finat i Hiszpan Antonio de Habsburgo-Borbon. Najszybszym zawodnikiem na całej trasie był zdyskwalifikowany Alan Butler (179 km/h), natomiast ze sklasyfikowanych zawodników, najszybszy był H. Broad (176 km/h) i tylko on otrzymał maksymalną liczbę punktów za szybkość średnią. W tym dniu na trasie lotu pozostało jeszcze 35 zawodników.
28 lipca do Berlina dotarło 7 zawodników, w tym pierwszy z Polaków – Stanisław Płonczyński (RWD-2), a także Niemcy Willy Polte i Oskar Dinort, Brytyjki Winifred Spooner i Mary Bailey, Kanadyjczyk  John Carberry i Francuz François Arrachart. Józef Lewoniewski (PWS-51) musiał się tego dnia wycofać, uszkadzając samolot przy przymusowym lądowaniu koło Wiednia na skutek awarii; z kolei Niemiec Wolfgang Stein (Albatros L.101) uszkodził śmigło w Wiedniu i dalej leciał poza konkursem. 29 lipca lot ukończyli Jerzy Bajan i 8 załóg niemieckich: R. Lusser, T. Osterkamp, O. Notz, O. Peschke, D. von Massenbach, E. Krüger, W. Roeder, J. Risztics. Na ostatnim etapie przed Berlinem musiały się wycofać dwie załogi niemieckie – Erwin Aichele i Alfred King (obaj na BFW M.23c), którzy uszkodzili samoloty w przymusowych lądowaniach, przy tym King zaledwie na kilkadziesiąt kilometrów przed metą.

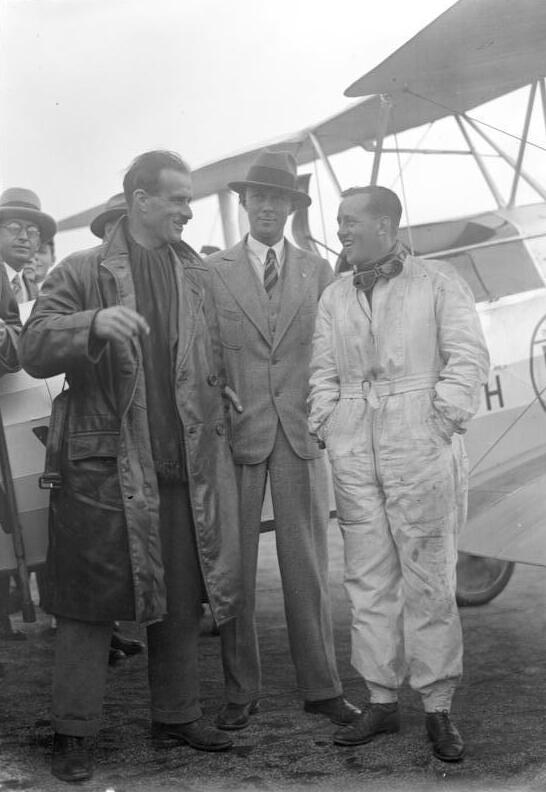
Najszybsi zawodnicy Alan Butler (po lewej) i Hubert Broad (po prawej) po ukończeniu lotu, w tle DH.60G Butlera

30 lipca do Berlina przylecieli E. Więckowski i 6 załóg niemieckich: E. von Freyberg, J. von Köppen, O. von Waldau, W. Spengler, H. Benz i F. Siebel. 31 lipca przybyli Ignacy Giedgowd i Niemiec A. Gothe, a 1 sierpnia – Niemiec H. Böhning i obydwaj Szwajcarzy – J. Pierroz i Ch. Kolp, jako ostatni ze sklasyfikowanych zawodników (zawodnicy przybyli 1 sierpnia zostali dopuszczeni do prób technicznych dopiero 5 sierpnia). W ciągu ostatnich trzech dni ukończyło lot także kilku zawodników zdyskwalifikowanych: Niemcy W. Stein i W. von Gravenreuth (obaj z powodu nieregulaminowych napraw śmigła) oraz Polacy: P. Dudziński (PWS-8), Z. Babiński (PWS-50) i, jako ostatni w całym locie, J. Muślewski (RWD-2), wszyscy trzej kończący lot poza konkursem z powodu przekroczenia limitu czasu.

### Wyniki lotu
Lot okrężny okazał się trudną próbą dla samolotów i pilotów. Ogółem ukończyło go jedynie 36 załóg oraz 6 dalszych poza konkursem, na 60 startujących. Znaczna część samolotów odpadła z powodu awarii zespołów napędowych, prowadzących do przymusowych lądowań i uszkodzeń samolotów (zwracano przy tym uwagę w komentarzach na zbytnią restrykcyjność warunków wymiany śmigieł, prowadzącą do dyskwalifikacji kilku załóg). Po locie okrężnym i podliczeniu punktów, w klasyfikacji generalnej prowadził Hubert Broad z wynikiem 270 pkt, za nim Kanadyjczyk John Carberry (268 pkt), trzeci był Reinhold Poss (264 pkt), czwarty Fritz Morzik (263 pkt). Dalsze miejsca zajmowali pozostali Niemcy i Anglicy. Najlepsi z Polaków byli na miejscach 14. Stanisław Płonczyński (236 pkt) i 15. Edward Więckowski (234 pkt) – obaj na RWD-2. Jerzy Bajan i Ignacy Giedgowd zajęli 32. i 33. miejsca. Pomimo ukończenia lotu jako jeden z pierwszych, najgorszy wynik uzyskał Anglik H. Andrews (51 pkt, Spartan Arrow), z powodu doliczenia do czasu lotu nocy spędzonej na lotnisku w Madrycie oraz kar za regularność.

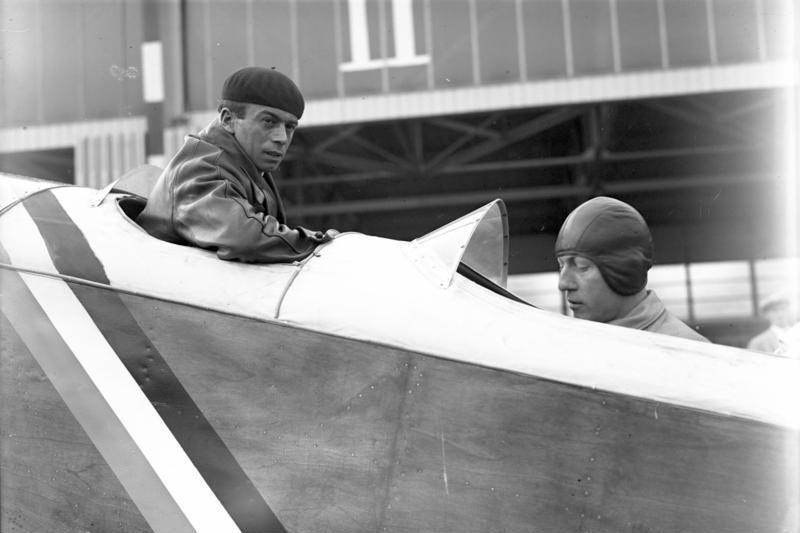
Francuska załoga François Arracharta (Caudron-193, F-AJSH)

| Czołowe wyniki lotu okrężnego: | Czołowe wyniki lotu okrężnego: | Czołowe wyniki lotu okrężnego: | Czołowe wyniki lotu okrężnego: | Czołowe wyniki lotu okrężnego: | Czołowe wyniki lotu okrężnego: | Czołowe wyniki lotu okrężnego: | Czołowe wyniki lotu okrężnego:   |
| ------------------------------ | ------------------------------ | ------------------------------ | ------------------------------ | ------------------------------ | ------------------------------ | ------------------------------ | -------------------------------- |
|                                | Pilot                          | Państwo                        | Samolot                        | Numer rej.                     | Numer startowy                 | Średnia prędkość (kategoria)   | Punkty za prędkość + regularność |
| 1.                             | Hubert Broad                   | Wielka Brytania                | DH.60G                         | G-AAHR                         | K3                             | 176 km/h (I)                   | 195 + 75 = 270                   |
| 2.                             | John Carberry                  | Kanada (ekipa bryt.)           | Monocoupe 110                  | G-ABBR                         | K7                             | 173 km/h (I)                   | 193 + 75 = 268                   |
| 3.                             | Reinhold Poss                  | Niemcy                         | Klemm L.25E                    | D-1901                         | B8                             | 149 km/h (II)                  | 189 + 75 = 264                   |
| 4.                             | Fritz Morzik                   | Niemcy                         | BFW M.23c                      | D-1883                         | B3                             | 148 km/h (II)                  | 188 + 75 = 263                   |
| 5.                             | Willy Polte                    | Niemcy                         | BFW M.23c                      | D-1892                         | F2                             | 147 km/h (II)                  | 187 + 75 = 262                   |
| 6.                             | Oskar Notz                     | Niemcy                         | Klemm L.25E                    | D-1902                         | C1                             | 146 km/h (II)                  | 186 + 75 = 261                   |
| 7.                             | Winifred Spooner               | Wielka Brytania                | DH.60G                         | G-AALK                         | K8                             | 165 km/h (I)                   | 185 + 75 = 260                   |
| 8.                             | Dietrich von Massenbach        | Niemcy                         | BFW M.23c                      | D-1888                         | C7                             | 151 km/h (II)                  | 191 + 65 = 256                   |
| 9.                             | Ernst Krüger                   | Niemcy                         | BFW M.23c                      | D-1891                         | E8                             | 139 km/h (II)                  | 179 + 75 = 254                   |
| 10.                            | Joachim von Köppen             | Niemcy                         | BFW M.23c                      | D-1886                         | C5                             | 138 km/h (II)                  | 178 + 75 = 253                   |
| 11.                            | Sidney Thorn                   | Wielka Brytania                | Avro Avian                     | G-AAHJ                         | K1                             | 155 km/h (I)                   | 175 + 75 = 250                   |
| 12.                            | Oskar Dinort                   | Niemcy                         | Klemm L.25E                    | D-1900                         | B9                             | 145 km/h (II)                  | 185 + 65 = 250                   |
| 13.                            | Jean Pierroz                   | Szwajcaria                     | Breda Ba-15S                   | CH-257                         | S1                             | 133(?) km/h (I)                | 163 + 75 = 238                   |
| 14.                            | Stanisław Płonczyński          | Polska                         | RWD-2                          | SP-ADG                         | P3                             | 128 km/h (II)                  | 161 + 75 = 236                   |
| 15.                            | Edward Więckowski              | Polska                         | RWD-2                          | SP-ADH                         | P4                             | 127 km/h (II)                  | 159 + 75 = 234                   |

## Próby techniczne
Drugim etapem konkursu były próby techniczne samolotów, które ukończyły lot okrężny, składające się z oceny samolotów i konkurencji technicznych, prowadzone na lotnisku Staaken.

### Konkurencje techniczne i zużycie paliwa
Pierwszą próbą, prowadzoną 1 i 2 sierpnia, była ocena czasu i sposobu składania i rozkładania skrzydeł w samolotach, mająca na celu premiowanie konstrukcji, które zajmowały mniej miejsca w hangarze i mogły być holowane za samochodem. Po złożeniu skrzydeł samolot musiał być przetoczony przez bramkę o wymiarach 3,5 × 3,5 m. Najszybciej z zadaniem tym radziły sobie załogi latające na brytyjskich DH.60, uzyskując po 18 punktów (9 za czas poniżej 150 sekund i 9 za składanie do tyłu); przy tym Hubert Broad z pasażerem zdołał złożyć skrzydła w zaledwie 18 sekund i rozłożyć w 30 sekund. Po 17–18 punktów otrzymały też niemieckie BFW M.23c, a 16–17 – Klemmy L.25E (z czołowych zawodników, Fritz Morzik otrzymał 18 pkt, Oskar Notz i Willy Polte po 17 punktów, a Reinhold Poss 16 punktów). Drugi w klasyfikacji John Carberry stracił znacznie w punktacji, nie mając składanych skrzydeł w swoim Monocoupe 110; podobnie punktów nie uzyskały polskie RWD i Avro Avian S. Thorna. Z polskich samolotów, jedynie Ignacy Giedgowd na PZL.5 uzyskał niezły wynik 15 punktów.
Następnie przeprowadzona była próba rozruchu silnika, która mogła przynieść 6 punktów za szybkość oraz do 6 za sposób rozruchu silnika (rozrusznik lub korba). Samoloty brytyjskie, których silniki uruchamiano w tradycyjny sposób, przez pokręcenie śmigłem, stały tu na gorszej pozycji. Najlepsze okazały się francuskie silniki gwiazdowe Salmson 9Ad – pierwsze miejsce i 11 punktów zdobył Theo Osterkamp (Klemm L.25 Ia), drugie E. Więckowski (RWD-2, 10 pkt), a czwarte wraz z innymi zawodnikami S. Płonczyński (RWD-2, 8 pkt). Dobre wyniki miały też samoloty z niemieckimi silnikami Argus As.8 – trzeci był E. Krüger (BFW M.23c, 9 pkt), a część BFW i Klemmów, w tym Oskar Notz, otrzymała po 8 punktów. Faworyci Morzik i Poss uzyskali jednak tylko 7 punktów, Winifred Spooner – 6 pkt, John Carberry – 5 pkt i Hubert Broad – 4 punkty.
Po pierwszych próbach prowadzenie zachował jeszcze Hubert Broad (292 pkt), lecz blisko za nim byli Fritz Morzik (288 pkt), Reinhold Poss (287 pkt) i Oskar Notz (286 pkt), dalej Winifred Spooner (284 pkt), a za nią Willy Polte, Dietrich von Massenbach i Ernst Krüger (po 281 pkt).
W niedzielę 3 sierpnia odbyła się próba zużycia paliwa, na dystansie 304 km (czterokrotny przebieg na trasie Staaken – Stendal). Wymagało to specjalnej regulacji gaźników i dużego kunsztu w „oszczędnościowym” pilotażu. Najlepszy rezultat osiągnęły oba polskie RWD-2 (5,20–5,31 kg/100 km), lecz maksymalną liczbę 30 punktów uzyskało także 15 innych załóg (m.in. Morzik, Poss, Spooner i Carberry). Różnice punktowe większości załóg w tej próbie były jednak niewielkie, np. Oskar Notz otrzymał 29, a Hubert Broad – 27 punktów. Niemiec Walter Spengler (Klemm L.25 IVa) został zdyskwalifikowany (jako jedyny podczas części technicznej), gdyż w czasie lotu okrężnego wymienił śmigło na zapasowe, lecz nie miał go na pokładzie podczas próby zużycia paliwa. Od prowadzącego H. Broada dzieliła F. Morzika po tej próbie różnica już tylko 1 punktu.

### Ocena techniczna
4 sierpnia miała miejsce ocena techniczna samolotów. Zgodnie z charakterem zawodów jako konkursu samolotów turystycznych, punktowane były takie cechy, jak komfort kabiny (aż 42 pkt – miejsca obok siebie lub wyposażenie w telefon pokładowy, zakryta kabina, miejsce na bagaż itp), stopień wyposażenia w przyrządy pokładowe, posiadanie podwójnych sterownic, miejsca na spadochrony lub kamizelki ratunkowe, urządzeń przeciwpożarowych, a także układ podwozia, w tym wyposażenie w hamulce. Poszczególne elementy oceny nie były ujawniane. W przeciwieństwie do poprzednich zawodów, ocena ta mogła przynieść teoretycznie aż 20% punktów możliwych do zdobycia (maksymalnie 104). Najlepiej oceniony został amerykański samolot Monocoupe 110 J. Carberry’ego (74 pkt), następnie niemieckie metalowe Junkersy A 50 (67–69 pkt), włoska Breda 15S J. Pierroza (65 pkt), niemieckie Arado L.II (64-65 pkt) i francuskie Caudrony C.193 (64 pkt). Na 11. miejscu został oceniony RWD-4 J. Bajana, zyskując 62 punkty; na równi z nim oceniono Klemm L.25E R. Possa, a pozostałe Klemmy L.25E jeden punkt niżej. Samoloty DH-60G i BFW M.23c otrzymały tylko 54–56 punktów, przy tym Hubert Broad uzyskał 56 pkt, a Fritz Morzik 54 pkt. Polskie RWD-2 i PZL-5 zostały ocenione niżej, zyskując po 49 punktów. Najsłabiej wypadł starszy model samolotu BFW M.23b (39 pkt).
Równocześnie, w dniach 4-5 sierpnia prowadzono dodatkową próbę rozkładania samolotów do transportu, której wyniki doliczono do próby składania skrzydeł. Wyniki jej były korzystne dla zawodników niemieckich – po 6 punktów otrzymały w niej niemieckie BFW M.23, po 3 – Klemmy L.25E, natomiast żadnych punktów nie dostały samoloty brytyjskie, polskie i francuskie.
Po tych próbach na prowadzenie w klasyfikacji ogólnej wysunęli się Niemcy Reinhold Poss (382 pkt) i Oskar Notz (380 pkt) na Klemmach L.25E, dalej Fritz Morzik (378 pkt), John Carberry (377 pkt), Hubert Broad (375 pkt) i Winifred Spooner (370 pkt). Najlepsi z Polaków,  Płonczyński i Więckowski zajmowali 17. i 18. miejsce.

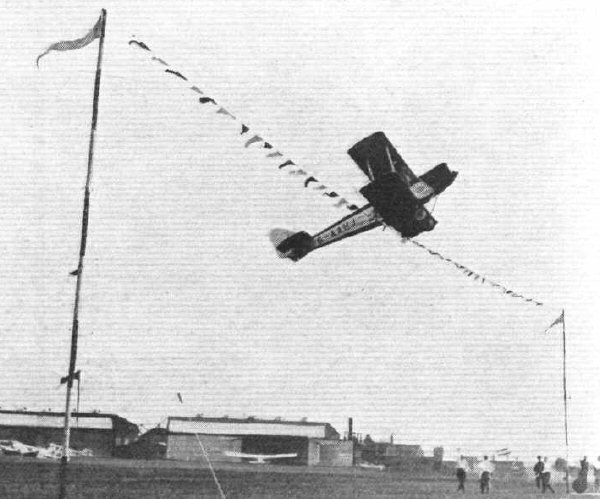
Sydney Thorn (Avro Avian) podczas próby startu.

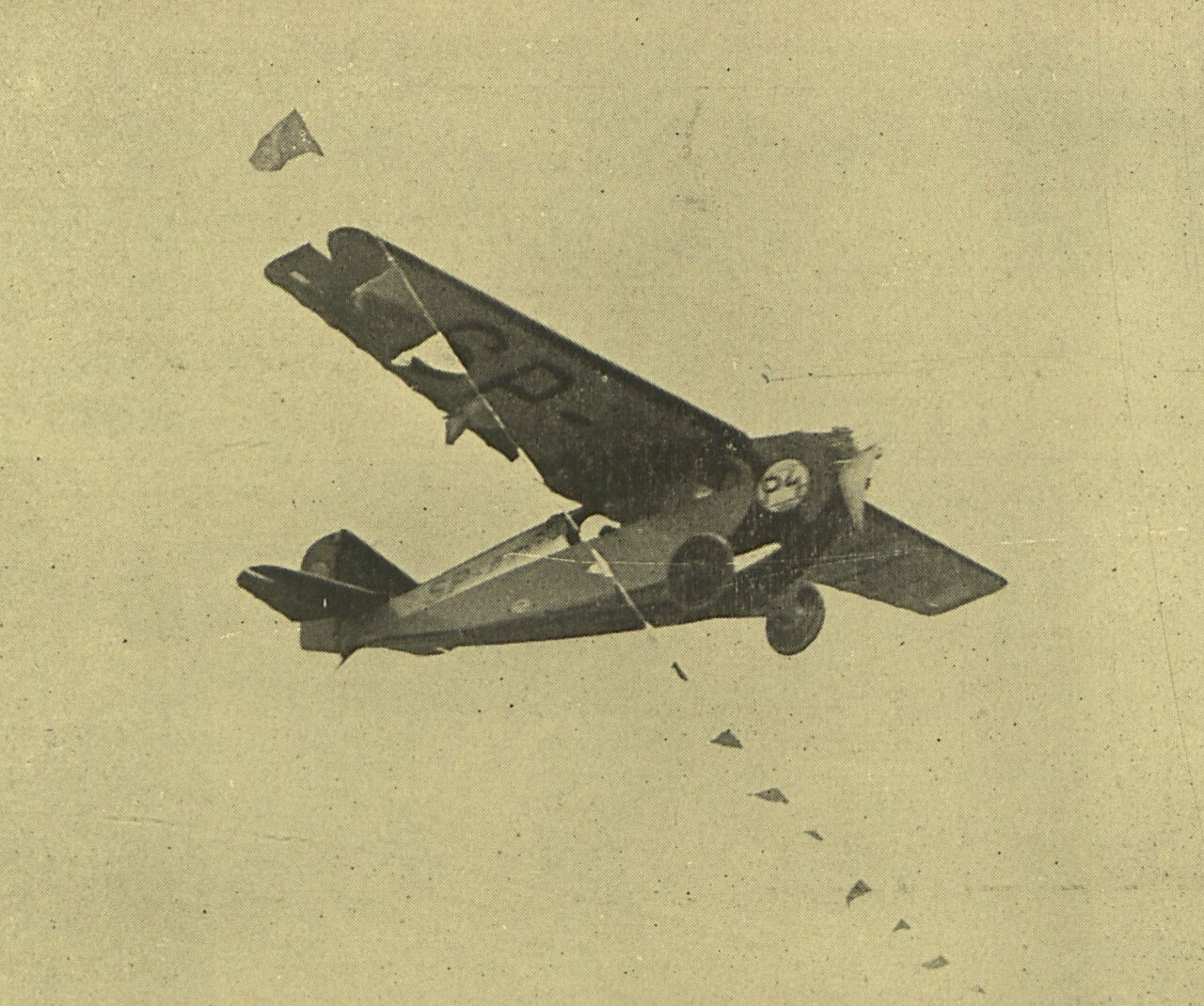
RWD-2 Edwarda Więckowskiego podczas proby startu

### Start i lądowanie
Po południu 5 sierpnia rozpoczęły się konkurencje krótkiego startu i lądowania, trwające do 7 sierpnia. Startując z wybranego jak najbliższego miejsca, należało przelecieć samolotem nad 8,5-metrowej wysokości bramką z zawieszoną linką, po czym, po krótkim locie wylądować jak najbliżej za bramką. Zawodnicy mieli dwa podejścia treningowe i następnie dwie próby, z których lepsza była punktowana. Zerwanie linki pozostawało bez punktów. Wyniki gorsze o 180 m od najlepszego pilota lub przekraczające 400 m od bramki nie były punktowane. Konkurencje te były trudne dla wielu pilotów, ponadto panował podczas nich silny wiatr. W celu zminimalizowania wpływu wiatru na wyniki, stosowano dość skomplikowany system przeliczenia, dodając do odległości czas startu lub lądowania w sekundach przemnożony przez prędkość wiatru w metrach na sekundę. Ponieważ punktacja była uzależniona od najlepszych wyników, do końca konkursu nie były znane ilości uzyskanych punktów.
Najkrótsze odległości startu, nagrodzone 30 punktami, osiągnęli Niemcy Ernst Krüger (125,5 m) i Fritz Morzik (126,4 m), a następnie von Massenbach (28 pkt), wszyscy na samolotach BFW M.23c. Szóstą odległość i 25 punktów osiągnęła Winifred Spooner na DH-60 (141,8 m); tyle samo punktów otrzymali minimalnie lepsi Polte i Notz. Z pozostałych faworytów, Reinhold Poss uzyskał 23 pkt, John Carberry 21 pkt (153,7 m), a Hubert Broad jedynie 12 pkt (198,4 m). Najlepszy z Polaków, Jerzy Bajan (RWD-4) uzyskał tylko 6 pkt (243 m). Kilku pilotów, wraz z pozostałymi Polakami, uzyskało wyniki rzędu 1–4 punktów, a dwóch Niemców – 0 punktów.
Równocześnie prowadzone były próby krótkiego lądowania znad bramki. Starając się to wykonać, kilku pilotów połamało podczas treningów podwozia, lecz regulamin dopuszczał ich naprawę w ciągu 5 godzin. Krótkie lądowanie utrudniało to, że część samolotów nie była wyposażona w hamulce. Najlepsze wyniki w tej konkurencji, ze sporą przewagą nad resztą, uzyskali zawodnicy spoza czołówki, w dodatku lecący na starszych samolotach: Theo Osterkamp (Klemm L.25 Ia) z wynikiem 127,3 m (30 pkt), następnie F. Siebel (Klemm L.26 IIa, 143,6 m, 25 pkt). Trzecia była Winifred Spooner z wynikiem 21 pkt (157,2 m), za nią H. Benz (20 pkt), F. Morzik (19 pkt) i R. Poss (18 pkt). Najlepszy z Polaków, Stanisław Płonczyński uzyskał 17. miejsce (213 m, 9 pkt), dzięki umiejętnemu przemieszczaniu balastu w samolocie podczas lotu. Za nim znaleźli się m.in. H. Broad (8 pkt) i J. Carberry (7 pkt). Polskie samoloty były słabo dostosowane technicznie do konkurencji tego rodzaju, co skutkowało obniżeniem ich pozycji w klasyfikacji, w stosunku do wyników po locie okrężnym. Więckowski otrzymał tylko 3 punkty, Giedgowd – 1, a Bajan – 0 (podobnie, jak czterech innych zawodników, w tym E. Krüger).
|     | Start – najlepsze wyniki | Start – najlepsze wyniki | Start – najlepsze wyniki | Start – najlepsze wyniki | Lądowanie – najlepsze wyniki | Lądowanie – najlepsze wyniki | Lądowanie – najlepsze wyniki | Lądowanie – najlepsze wyniki |        |
|     | Pilot                    | Państwo                  | Samolot                  | Punkty                   |                              | Pilot                        | Państwo                      | Samolot                      | Punkty |
| 1.  | Ernst Krüger             | Niemcy                   | BFW M.23c                | 30                       | 1.                           | Theo Osterkamp               | Niemcy                       | Klemm L.25 Ia                | 30     |
| 2.  | Fritz Morzik             | Niemcy                   | BFW M.23c                | 30                       | 2.                           | Friedrich Siebel             | Niemcy                       | Klemm L.26 IIa               | 25     |
| 3.  | Dietrich von Massenbach  | Niemcy                   | BFW M.23c                | 28                       | 3.                           | Winifred Spooner             | Wlk. Brytania                | DH.60G                       | 21     |
| 4.  | Willy Polte              | Niemcy                   | BFW M.23c                | 25                       | 4.                           | Heinrich Benz                | Niemcy                       | Klemm L.25 IVa               | 20     |
| 5.  | Oskar Notz               | Niemcy                   | Klemm L.25E              | 25                       | 5.                           | Fritz Morzik                 | Niemcy                       | BFW M.23c                    | 19     |
| 6.  | Winifred Spooner         | Wlk. Brytania            | DH.60G                   | 25                       | 6.                           | Reinhold Poss                | Niemcy                       | Klemm L.25E                  | 18     |
| 7.  | Friedrich Siebel         | Niemcy                   | Klemm L.26 IIa           | 24                       | 7.                           | Oskar Dinort                 | Niemcy                       | Klemm L.25E                  | 17     |
| 8.  | Reinhold Poss            | Niemcy                   | Klemm L.25E              | 23                       | 8.                           | H. Andrews                   | Wlk. Brytania                | Spartan Arrow                | 17     |
| 9.  | Theo Osterkamp           | Niemcy                   | Klemm L.25 Ia            | 22                       | 9.                           | Willy Polte                  | Niemcy                       | BFW M.23c                    | 16     |
| 10. | John Carberry            | Kanada                   | Monocoupe 110            | 21                       | 10.                          | Oskar Notz                   | Niemcy                       | Klemm L.25E                  | 15     |

Podsumowując część prób technicznych: przewaga zwycięzcy lotu okrężnego Huberta Broada malała podczas kolejnych prób, po czym stracił od razu kilka pozycji po ocenie wyposażenia i demontażu samolotu, a następnie, po kiepskich wynikach startów i lądowań, spadł aż na 8. miejsce. John Carberry przez brak składanych skrzydeł i rozrusznika spadł z 2. aż na 11. miejsce. Pomimo odzyskania tej pozycji dzięki najlepszemu wyposażeniu samolotu, słabe wyniki startów i lądowań spowodowały, że zajął ostatecznie 6. miejsce. O zwycięstwo podczas prób technicznych walczyli Reinhold Poss (z 3. miejsca) i Fritz Morzik (z 4. miejsca). Poss uzyskał prowadzenie, a Morzik spadł na 5. miejsce po ocenie wyposażenia samolotów, lecz ostatecznie Morzik uzyskał bardzo dobry wynik w próbie krótkiego startu i tylko o 1 punkt gorszy od Possa wynik próby lądowania, zapewniając sobie zwycięstwo. Bardzo dobrze podczas prób technicznych radzili sobie Oskar Notz i Winifred Spooner (z 7. i 8. miejsca), poprawiając swoje pozycje po rajdzie o trzy miejsca (kosztem Broada, Carberry′ego i Poltego, który polepszył swoją pozycję z 6. miejsca tylko o jedno). Winifred Spooner trzymała dobry poziom przez całe próby, tracąc punkty jedynie przez wyposażenie i rozwiązania techniczne samolotu, a jako jedyna z brytyjskich zawodników uzyskała dobre wyniki zarówno startów i lądowań. Z dalszych zawodników, bardzo dobrze w próbach technicznych poradzili sobie, mimo słabszych samolotów, Theo Osterkamp, który awansował z 16. na 11. miejsce, Robert Lusser – z 18. na 14. miejsce i Friedrich Siebel – z 25. na 18. miejsce. Wśród zawodników, którzy najwięcej stracili w próbach technicznych, byli Edward Więckowski – z 15. na 21., Sidney Thorn – z 12. na 16. i Alfred Gothe – z 23. na 27. miejsce

## Wyniki zawodów

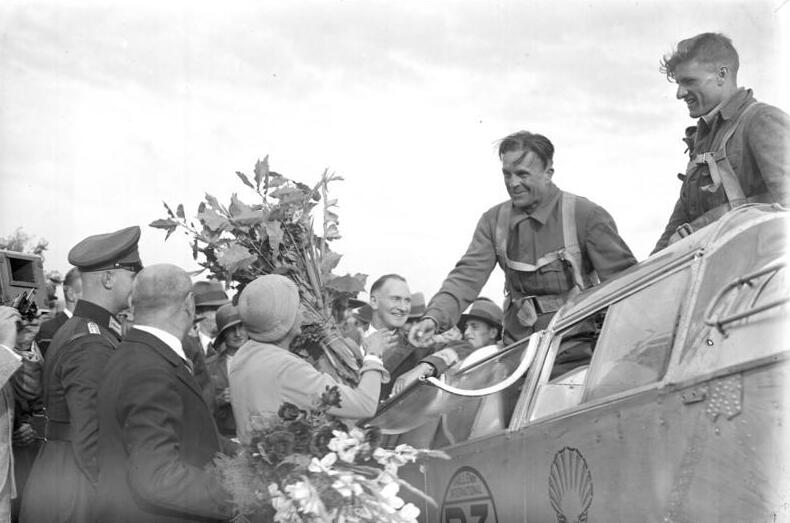
Zwycięzca zawodów Fritz Morzik po ukończeniu lotu okrężnego (samolot BFW M.23c)

Następnego dnia po zakończeniu prób krótkiego startu i lądowania, 8 sierpnia nastąpiło uroczyste zamknięcie zawodów. Zwycięstwo w zawodach Challenge w 1930 odniósł zwycięzca poprzednich zawodów, niemiecki pilot Fritz Morzik na samolocie BFW M.23c z wynikiem 427 pkt. Na drugim miejscu znalazł się Niemiec Reinhold Poss (Klemm L.25E) z wynikiem 423 pkt, za nim Oskar Notz (L.25E, 419 pkt). Na czwartym miejscu uplasowała się Angielka Winifred Spooner z wynikiem 416 pkt (DH-60G).
Z polskich załóg, Stanisław Płonczyński (RWD-2) ukończył zawody na 19. miejscu z wynikiem 336 pkt, Edward Więckowski (RWD-2) na 21. miejscu (329 pkt), Jerzy Bajan (RWD-4) na 32. miejscu (223 pkt), a na 33. miejscu Ignacy Giedgowd (PZL-5, 170 pkt). Zawody ukończyło 35 załóg z 60 startujących, z tego 20 niemieckich, 6 angielskich, 4 polskie, 2 francuskie, 2 szwajcarskie i 1 hiszpańska. Tylko z ekipy szwajcarskiej ukończyli wszyscy zawodnicy, z brytyjskiej zawodów nie ukończyło 14,3% (jeden pilot), z niemieckiej – 1/3, a z francuskiej, polskiej i hiszpańskiej – aż 2/3 zawodników.
| Wyniki zawodów: | Wyniki zawodów:             | Wyniki zawodów:      | Wyniki zawodów: | Wyniki zawodów:     | Wyniki zawodów: | Wyniki zawodów:           |
| --------------- | --------------------------- | -------------------- | --------------- | ------------------- | --------------- | ------------------------- |
|                 | Pilot                       | Państwo              | Samolot         | Numer rejestracyjny | Numer startowy  | Punkty: lot + próby tech. |
|                 | Fritz Morzik                | Niemcy               | BFW M.23c       | D-1883              | B3              | 263 + 164 = 427           |
|                 | Reinhold Poss               | Niemcy               | Klemm L.25 E    | D-1901              | B8              | 264 + 159 = 423           |
|                 | Oskar Notz                  | Niemcy               | Klemm L.25 E    | D-1902              | C1              | 261 + 158 = 419           |
| 4.              | Winifred Spooner            | Wielka Brytania      | DH.60G          | G-AALK              | K8              | 260 + 156 = 416           |
| 5.              | Willy Polte                 | Niemcy               | BFW M.23c       | D-1892              | F2              | 262 + 147 = 409           |
| 6.              | John Carberry               | Kanada (ekipa bryt.) | Monocoupe 110   | G-ABBR              | K7              | 268 + 137 = 405           |
| 7.              | Dietrich von Massenbach     | Niemcy               | BFW M.23c       | D-1888              | C7              | 256 + 142 = 398           |
| 8.              | Hubert Broad                | Wielka Brytania      | DH.60G          | G-AAHR              | K3              | 270 + 125 = 395           |
| 9.              | Ernst Krüger                | Niemcy               | BFW M.23c       | D-1891              | E8              | 254 + 140 = 394           |
| 10.             | Oskar Dinort                | Niemcy               | Klemm L.25 E    | D-1900              | B9              | 250 + 135 = 385           |
| 11.             | Theo Osterkamp              | Niemcy               | Klemm L.25 Ia   | D-1713              | B7              | 226 + 158 = 384           |
| 12.             | Joachim von Köppen          | Niemcy               | BFW M.23c       | D-1886              | C5              | 253 + 130 = 383           |
| 13.             | Robert Lusser               | Niemcy               | Klemm L.26 Va   | D-1716              | A2              | 218 + 145 = 363           |
| 14.             | Jean Pierroz                | Szwajcaria           | Breda Ba-15S    | CH-257              | S1              | 238 + 124 = 362           |
| 15.             | Johann Risztics             | Niemcy               | Junkers A 50ce  | D-1618              | A1              | 195 + 166 = 361           |
| 16.             | Sidney Thorn                | Wielka Brytania      | Avro Avian      | G-AAHJ              | K1              | 250 + 88 = 338            |
| 17.             | Maurice Finat               | Francja              | Caudron C.193   | F-AJSI              | M2              | 214 + 123 = 337           |
| 18.             | Otto Peschke                | Niemcy               | Arado L.IIa     | D-1875              | C9              | 207 + 129 = 336           |
| 19.             | Stanisław Płonczyński       | Polska               | RWD-2           | SP-ADG              | P3              | 236 + 100 = 336           |
| 20.             | Friedrich Siebel            | Niemcy               | Klemm L.26 IIa  | D-1773              | E6              | 171 + 164 = 335           |
| 21.             | Edward Więckowski           | Polska               | RWD-2           | SP-ADH              | P4              | 234 + 95 = 329            |
| 22.             | Georg Pasewaldt             | Niemcy               | Arado L.IIa     | D-1876              | D1              | 180 + 138 = 318           |
| 23.             | Charles Kolp                | Szwajcaria           | Klemm VL.25 Va  | CH-258              | S2              | 189 + 125 = 314           |
| 24.             | François Arrachart          | Francja              | Caudron C.193   | F-AJSH              | L3              | 198 + 113 = 311           |
| 25.             | Otto von Waldau             | Niemcy               | BFW M.23c       | D-1887              | C6              | 165 + 142 = 307           |
| 26.             | Heinrich Benz               | Niemcy               | Klemm L.25 IVa  | D-1877              | E1              | 162 + 142 = 304           |
| 27.             | Alfred Gothe                | Niemcy               | Junkers A 50ci  | D-1863              | E2              | 179 + 105 = 284           |
| 28.             | Egloff von Freyberg         | Niemcy               | BFW M.23c       | D-1884              | C3              | 153 + 120 = 273           |
| 29.             | Waldemar Roeder             | Niemcy               | Junkers A 50ce  | D-1862              | A8              | 150 + 121 = 271           |
| 30.             | Antonio de Habsburgo-Borbon | Hiszpania            | DH.60G          | M-CKAA              | T5              | 144 + 101 = 245           |
| 31.             | Mary Bailey                 | Wielka Brytania      | DH.60G          | G-AAEE              | K6              | 132 + 103 = 235           |
| 32.             | Jerzy Bajan                 | Polska               | RWD-4           | SP-ADM              | P2              | 120 + 103 = 223           |
| 33.             | Ignacy Giedgowd             | Polska               | PZL.5           | SP-ACW              | O1              | 87 + 83 = 170             |
| 34.             | Hans Böhning                | Niemcy               | BFW M.23b       | D-1889              | D8              | 80 + 81 = 161             |
| 35.             | H.J. Andrews                | Wielka Brytania      | Spartan Arrow   | G-AAWZ              | K4              | 51 + 109 = 160            |

Oficjalne nagrody były przyznawane organizacjom lub osobom wystawiającym samolot: za pierwsze miejsce 100.000 franków francuskich (dla Deutsche Verkehrsfliegerschule z Brunszwiku), za 2. miejsce – 50.000 franków (dla Luftdienst z Berlina), za 3. miejsce – 25.000 franków (dla Fr. Siebela), za 4. miejsce – 15.000 franków (dla F. Guesta) i za miejsca od 5. do 20. – 10.000 franków. Najlepsi piloci lub najszybsi albo pierwsi na niektórych etapach (w tym Alan Butler) otrzymali ponadto różne nagrody, fundowane przez osoby lub instytucje (m.in. miasto Pau dla pierwszych lądujących tam). Fritz Morzik otrzymał m.in. puchar Prezydenta Niemiec, puchar króla Hiszpanii i złoty medal Aeroklubu Francji. Aeroklub Niemiec uzyskał puchar przechodni FAI i ponowne prawo do zorganizowania kolejnych zawodów.
Efektem zawodów Challenge 1930 było wymuszenie rozwoju lotniczej myśli technicznej. Kolejne zawody postanowiono zorganizować dopiero za dwa lata, opracowując nowy regulamin. Zwycięstwo samolotów przystosowanych specjalnie do wymagań zawodów, wskazało dalszy kierunek rozwoju samolotów zawodniczych. Spowodowało to, że większość państw, w tym Polska, opracowała już na kolejne zawody Challenge 1932 specjalne samoloty zawodnicze, znacznie odbiegające poziomem technicznym od konstrukcji z 1930 roku.